# 9423 Abt
9423 Abt eller 1996 AT7 är en asteroid i huvudbältet som upptäcktes den 12 januari 1996 av Spacewatch vid Kitt Peak-observatoriet. Den är uppkallad efter astrofysikern Helmut Abt.
Asteroiden har en diameter på ungefär 13 kilometer.